# Francesc Gabarró Solé
Francesc Gabarró Solé, «Gabby» (Verdú, Urgell, 21 de desembre de 1914 - Cavendish, Suffolk, 1 de desembre de 1990) fou un concertista de violoncel, deixeble de Pau Casals, i també un reconegut virtuós del trombó de vares.

## Biografia
Era fill de Pere Gabarró Rius i de Victòria Solé Molins, una família de músics. L'avi fou professor i fundador de l'orquestra Els Gabarrons, que tocava per tot Catalunya. El pare tocava el fiscorn i el trombó en diverses cobles, i més tard formà part entre d'altres de l'Orquestra Muixins de Sabadell i de la Orquestra del Gran Teatre del Liceu. Francesc Gabarró va néixer a Verdú, però la família es va traslladar a Sabadell quan ell era ben jove. Va aprendre a tocar el violoncel sota el mestratge del seu pare, que el va preparar fins al punt que va passar tres cursos de cop. Entrà a l'Institut Musical Casals, on estudià solfeig, piano i violoncel i on va ser deixeble predilecte de Pau Casals. En quatre anys va enllestir els set cursos de violoncel. Amb només dotze anys va fer el seu primer concert. Als divuit anys, l'any 1932, va interpretar obres de Händel, Bruch, Chopin, Saint-Saëns, Rimski-Kórsakov, en un recital important a Sabadell. El mateix any va rebre una menció honorífica al prestigiós Premi Parramon.

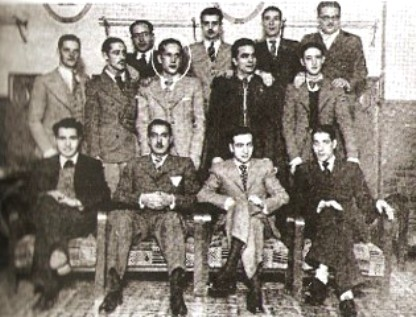
Orquestra del Hot Club de Barcelona (El Francesc està remarcat) © 2020, Editorial Arpegio, Sant Cugat (Barcelona)

Aquells anys de la joventut, el jazz va arribar amb tota la seva força, l'entusiasmà i el va motivar a tocar el trombó de vares, alternant aquest instrument amb el violoncel. Formà part de l'orquestra Los 10 Miuras de Sobré i d'altres grups musicals. En aquella època era força habitual per als músics tocar en diferents formacions. Fou membre estable de la famosa Orquestra del Hot Club de Barcelona. Actuà al Palau de la Música Catalana el 29 i el 31 de gener del 1936, acompanyant en Benny Carter, en Garnet Clark i del Quintet del Hot Club de França, amb els famosos Django Reinhardt i Stéphane Grappelli. L'any 1936, unes quantes setmanes abans que tingués lloc el cop d'estat que provocà la guerra civil espanyola, Francesc Casanovas, director de l'Orquestra Casanovas, va convèncer els pares de Francesc Gabarró que el deixessin marxar amb ell de gira per l'Índia i van establir Calcuta com a base. L'endemà de marxar, es va tancar la frontera. Aquella gira va durar molts més anys que no es pensava.

## Índia

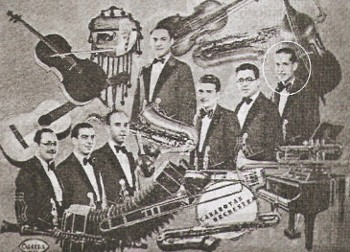
L'Orquestra Casanovas a Calcuta © 2020, Editorial Arpegio, Sant Cugat (Barcelona)

A Calcuta, l'Orquestra Casanovas va actuar als millors hotels: Canos, el restaurant Firpo's, i al Gran Hotel de Calcuta. A l'Orquestra Casanovas, Gabarró tocava el trombó de vares, però també s'ajuntava amb d'altres intèrprets per a fer música simfònica, aleshores amb el violoncel. A partir de Calcuta, l'Orquestra Simfònica es desplaçava a altres ciutats i actuava en tot tipus d'auditoris. Els concerts eren retransmesos per ràdio, amb una gran audiència. Varen fer una vintena d'enregistraments de concerts i peces de ball per a la Columbia Records. Gabarró va viure a l'Índia onze anys, després dels quals va marxar a Anglaterra, on arribà a finals de 1947, ja amb la nacionalitat anglesa.

## Anglaterra
A Londres, Gabarró va estar un any sencer preparant-se per fer oposicions a la London Symphony Orchestra, on va entrar, un cop guanyades, com a segon violoncel·lista. El 1949 es va casar amb Carletta Cockburn, amb qui va tenir dos fills: Peter i Carl Gabarró. Francesc, o Francisco (la família l'anomenava Fransiscu, pronunciat a la catalana de l'època), apareix en molts documents també com a Francis i d'altres variacions. Els amics, però, l'anomenaven Gabby, forma col·loquial anglesa de Gabarró, i aquest és el sobrenom amb el qual fou conegut.

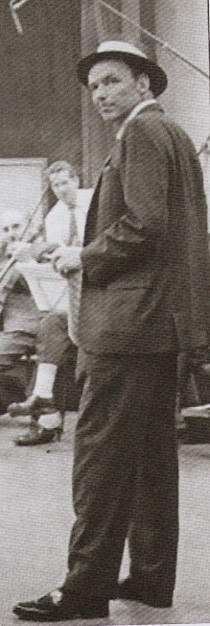
Enregistrament del disc "Sinatra Sings Great Songs from Great Britain (darrere Sinatra es pot veure en Francesc Gabarró "Gabby") © 2020, Editorial Arpegio, Sant Cugat (Barcelona)

A Anglaterra, ja només amb el violoncel, va interpretar música molt diversa: clàssica, jazz, pop, i tot el que li proposaven. Centenars d'enregistraments a ràdio, cine i televisió. Va enregistrar gravacions amb molts cantants, especialment amb Frank Sinatra: Sinatra Sings Great Songs from Great Britain. A la dècada de 1970 i fins i tot abans, una gran quantitat de pel·lícules produïdes a Hollywood, enregistraven la BSO a Londres, així com també les bandes sonores de pel·lícules de James Bond com Goldfinger i From Russia With Love. Les sessions es feien “a primera vista”, en molt menys temps i costos que a Califòrnia. Els músics procedien habitualment de la London Symphony Orchestra i de la London Festival Orchestra. Això va esdevenir un filó de feina inacabable. Entre els directors d'orquestra que van dirigir Francesc Gabarró, destaquen les millors batutes: Toscanini, Karajan, Stokowski, Furtwängler, Giulini, etc.
A Anglaterra, fou membre de moltíssimes formacions musicals:
- London Symphony Orchestra (8 anys)
- Hirsch String Quartet (9 anys)
- Trio Virtuosi (7 anys)
- Philarmonie Orchestra (3 anys)
- The Alan Tew Orchestra
- The Freddie Alexander Cello Orchestra
- The London Jazz Chamber Group
- The Patrick Halling String Quartet
- Gordon Franks and his Orchestra
- Bill Le Sage Directions in Jazz Unit

Col·laborà amb molts grups i feu moltíssims amics. Entre ells destaca la gran amistat amb el pianista Ken Jones i amb Patrick Halling, violinista. Va ser cridat al Palau de Buckingham per a tocar el violoncel davant la Reina, en diverses ocasions.
Participà en nombroses gravacions de discos de jazz, destacant Road to Ellingtonia, de Bill Le Sage, i l'Adam's Rib Suite, de Ken Moules. I el mateix es pot dir del seu solo a Chacksfield plays Bacharach.
I també participà en gravacions de música clàssica:
Els primers discs amb The Hirsch Sting quartet. Amb la London Festival Orchestra, a les Overtures de Von Suppé, el magnífic solo de Pique Dame. El 1972 enregistra la reeixida banda sonora de la pel·lícula Elizabeth and Essex, amb la National Philharmonic Orchestra, sota la direcció de Charles Gerhardt. El 1976 enregistra el disc Stokowski Conducts Overtures, on destaca la interpretació de l'Obertura de William Tell de Rossini. La versió d'El llac dels cignes, de Txaikovski, enregistrada el 1977 sota la direcció de Richard Bonynge, és considerada «la millor gravació» en la guia On Line Classics i es reedita constantment. Aquests són alguns dels enregistraments més rellevants. Costa de trobar documentació d'aquella època, però amb tota seguretat es pot afirmar que va participar en centenars de discs per a totes les companyies discogràfiques en voga del moment.

### Amb The Beatles
George Martin, l'arranjador musical de The Beatles, va tenir la insòlita idea d'afegir un quartet de corda a la veu i a l'acompanyament de guitarra de Paul McCartney, per a l'enregistrament de la cançó Yesterday.
Era tot un repte. Allò trencava els esquemes musicals del quartet de Liverpool. Mai abans s'havien incorporat uns instruments tan clàssics en cap altre enregistrament de The Beatles. De primer, Martin va haver de convèncer en Paul McCartney, el compositor de la cançó, i després que aquest en veiés les possibilitats, va caldre explicar-ho a la resta del grup. Finalment, després de diferents opcions plantejades, en Gabby va interpretar el solo de violoncel a Yesterday del disc Help!, publicat el 1965.
El resultat fou un èxit molt superior al que n’esperava el mateix George Martin. Aquest episodi està àmpliament explicat al llibre Francesc Gabarró (1914-1990) Un músic entre dos mons, de Simon Berril (editorial Arpegio, 2020). Paul McCartney comenta, referint-se a George Martin com el cinquè dels Beatles: «... Se’m fa difícil triar el millor record amb en George, en tinc tants, però em ve a la ment la vegada que vaig dur la cançó Yesterday a l'estudi i la vaig cantar en solitari, acompanyant-me amb la guitarra només. En George em va dir aleshores que tenia la idea d'afegir un quartet de corda. Jo li vaig respondre que érem una banda de rock and roll i que no em semblava una bona idea. Però ell hi va insistir molt suaument i em va dir "provem-ho, i si no funciona ens quedem amb la versió en solitari". […] L'enregistrament del quartet de corda a Abbey Road va funcionar, perquè Yesterday va esdevenir una de les cançons més gravades mai, i amb versions de tot tipus de música.»
A continuació, vista l'acceptació obtinguda amb Yesterday, van venir A day in the life, All you need is love, i d'altres col·laboracions de Gabarró amb The Beatles. L'enregistrament l'any 1967 del radical LP Sgt. Peppers va ser tot un espectacle, al marge de la música, per les disfresses que duien els participants. Tota aquesta història, a més de al llibre mencionat de Simon Berril, es pot trobar en d'altres i en moltes webs d'internet. En totes es fa referència a Francesc Gabarró com a Gabby.

### Altres
El 1987 es va estrenar la pel·lícula Little Dorrit, basada en una novel·la de Charles Dickens, amb música de Giuseppe Verdi. La seva banda sonora musical va ser un dels últims enregistraments en els quals va participar Gabarró.
En jubilar-se, es va retirar a la casa de Cavendish (una casa d'aquelles protegides, amb sostre gruixut fet de joncs, molt acollidora) i al cap de poc temps, va morir. Era l'any 1990. Desconegut pel gran públic, el 2020 la seva memòria és recuperada en el llibre de Simon Berril esmentat adés.

### Biografies
- Flamarich, Albert Ferrer. «El sabadellenc que va enregistrar amb The Beatles», 11-09-2020. [Consulta: 7 desembre 2020].
- Ràdio, Catalunya. «Francesc Gabarró, violoncel». [Consulta: 7 desembre 2020]..